# Greg Howe (álbum)
| Críticas profissionais | Críticas profissionais |
| Avaliações da crítica  | Avaliações da crítica  |
| Fonte                  | Avaliação              |
| ---------------------- | ---------------------- |
| Allmusic               | [ 1 ]                  |

Greg Howe é o álbum de estreia do guitarrista virtuoso estadunidense Greg Howe. Lançado em 1988 com o selo Shrapnel Records, o álbum foi considerado em 2009 pela Revista Guitar World um dos "Top 10 Classic Shred Albums" de todos os tempos.

## Faixas
- Todas s as músicas foram compostas por Greg Howe

| N.º            | Título             | Duração |  |
| 1.             | "Kick It All Over" | 5:03    |  |
| 2.             | "The Pepper Shake" | 4:11    |  |
| 3.             | "Bad Racket"       | 3:43    |  |
| 4.             | "Super Unleaded"   | 5:38    |  |
| 5.             | "Land of Ladies"   | 4:25    |  |
| 6.             | "Straight Up"      | 3:58    |  |
| 7.             | "Red Handed"       | 5:23    |  |
| 8.             | "After Hours"      | 3:33    |  |
| 9.             | "Little Rose"      | 5:50    |  |
| Duração total: | Duração total:     | 41:44   |  |

## Créditos
| Musicos - Greg Howe – guitarra - Billy Sheehan – Baixo elétrico - Atma Anur – baterias | Produção - Mike Varney – produtor - Steve Fontano – engenharia de som, mixagem - Mark "Mooka" Rennick – mixagem - Steve Hall – masterização |